# Aplonobia punctata
Aplonobia punctata är en spindeldjursart som beskrevs av Meyer 1974. Aplonobia punctata ingår i släktet Aplonobia och familjen Tetranychidae. Inga underarter finns listade i Catalogue of Life.